# Nudelman-Suranov NS-23
Il Nudelman-Suranov NS-23 era un cannone automatico aeronautico calibro 23 mm, progettato in Unione Sovietica da Aleksandr Ėmmanuilovič Nudel'man, Aleksandr Stepanovič Suranov (Александр Степанович Суранов), G. A. Žirnych (Г. А. Жирных), (В. Я. Неменов), S. G. Lunin (С. Г. Лунин), M. P. Bundin (М. П. Бундин), nel dopoguerra, come sostituto del Volkov-Yartsev VYa-23. Il cannone entrò in servizio nel 1943, adottando il proiettile anticarro 14,5 × 114 mm rincamerandolo nel 23 mm. Durante la seconda guerra mondiale equipaggió lo Ilyushin Il-2 e lo Ilyushin Il-10.
Fu costruita anche una versione sincronizzata, chiamata NS-23S (синхронизации, sinchronizacii, sincronizzato), per essere installata a valle di un'elica. Venne adottata dal Lavochkin La-9 (4 NS-23S) e dal Lavochkin La-11 (3 NS-23S).
La versione NS-23KM (крыльвая и моторная пушка, kryl'vaja i motornaja puška, cannone alare e per motore) armò lo Ilyushin Il-10 (4 NS-23KM), lo Yakovlev Yak-15 (2 NS-23KM), lo Yak-17 (1 NS-23KM), il MiG-9 (2 NS-23KM), il MiG-15 (2 NS-23KM) ed il Lavochkin La-15 (3 NS-23KM).
L'NS-23 venne montato anche sull'Antonov An-2 e venne successivamente rimpiazzato dal Nudelman-Rikhter NR-23 verso il 1949.